# Гриценко Анатолій Павлович
Грице́нко Анато́лій Па́влович (21 вересня 1958, Керч, Кримська область, Українська РСР, СРСР) — Голова Верховної Ради Автономної Республіки Крим у 1997—1998 і 2006—2010.
Депутат Верховної Ради Автономної Республіки Крим скликань 1994—1998 років, 1998—2002 років, 2002—2006 років, із 2006 року — депутат Верховної Ради Автономної Республіки Крим 5-го скликання, обраний від виборчого блоку "Партія регіонів, Кримскоє рєспубліканскоє атдєлєніє; Кримская рєспубліканская арґанізация — Блок «За Януковича!».

## Життєпис
У 1976 закінчив Чистопільську середню школу Ленінського району Кримської області.
Працювати почав у серпні 1976 слюсарем Чистопільського відділення «Сільгосптехніка» Ленінського району Кримської області.
З листопада 1976 по листопад 1979 проходив військову службу у Військово-Морському Флоті СРСР.
З лютого 1980 — слюсар Чистопільського відділення «Сільгосптехніка» Ленінського району, з червня по серпень 1980 — робочий цегельного заводу в м. Аркадак Саратовської області.
З жовтня 1980 по січень 1987 — інструктор із спорту колгоспу «Батьківщина» Ленінського району.
Із січня 1987 по липень 1995 — голова виконкому Чистопільської сільської ради народних депутатів Ленінського району.
Має вищу освіту, в 1989 закінчив Кримський ордена «Знак Пошани» сільськогосподарський інститут ім. М. І. Калініна за спеціальністю «економіка та організація сільського господарства», одержав кваліфікацію економіста-організатора сільськогосподарського виробництва.
З липня 1995 по жовтень 1996 — голова Постійної комісії Верховної Ради Автономної Республіки Крим з питань місцевого самоврядування і державного устрою.
З жовтня 1996 по лютий 1997 — голова Чистопільської сільської ради Ленінського району.
З лютого 1997 по квітень 1998 — Голова Верховної Ради Автономної Республіки Крим.
З травня 1998 по січень 2001 — Чистопільський сільський голова Ленінського району.
Із січня 2001 по липень 2005 — голова Ленінської районної державної адміністрації.
З липня 2005 по вересень 2005 — помічник Голови Верховної Ради Автономної Республіки Крим.
Із вересня 2005 по травень 2006 — перший заступник Голови Ради Міністрів Автономної Республіки Крим.
Із 12 травня 2006 по 17 березня 2010 — голова Верховної Ради Автономної Республіки Крим.
У 2007 закінчив Харківський регіональний інститут державного управління Національної академії державного управління при Президентові України за спеціальністю «державне управління», одержав кваліфікацію магістра державного управління. Заслужений працівник місцевого самоврядування в Автономній Республіці Крим.
З 18 березня по 18 червня 2010 — голова Херсонської обласної державної адміністрації.

## Корупційні скандали
У 2008 йому пред'явлено звинувачення в корупції: МВС України завело проти нього справу про адміністративну відповідальність після того, як спікер кримської ради відмовився повідомити, звідки взяв кошти для погашення кредиту на купівлю автомобіля. Як повідомляли представники МВС, чиновник відмовлявся отримувати протокол про порушення і навіть побив при цьому понятого. Сам Гриценко назвав інцидент провокацією МВС і заявив, що нікого не бив.
У серпні 2009 в кримському відділенні Партії регіонів стався розкол: один з її лідерів, Василь Кисельов, звинуватив керівництво Криму в корупції і в вересні покинув партію. Слідом за ним про вихід з Партії регіонів заявили лідери Російської громади Криму (РГК). У тому ж місяці в Криму пройшли демонстрації за відставку Гриценка.

## Кримінальні справи
24 січня 2011 політик був затриманий. 27 січня суд заарештував Гриценка на 2 місяці. Проти Гриценка А. П. було порушено чотири кримінальних справи, але одна з них була закрита.
Кримінальну справу стосовно колишнього кримського спікера Анатолія Гриценка вестиме Комунарський районний суд Запоріжжя. А. Гриценко обвинувачується в перевищенні влади.
Рішення про підсудність справи в Комунарському райсуді прийняв Апеляційний суд Запорізької області.

## Родина
Одружений. Має сина та дочку.

## Нагороди
- Медаль «За трудову відзнаку» (1986);
- Орден Української Православної церкви «Преподобних Антонія і Феодосія Печерських» (1997);
- Міжнародна премія ім. П.Орлика (1998);
- Медаль «За сумлінну службу в Прикордонних військах України» (2001);
- Почесна грамота Ради міністрів Автономної Республіки Крим (2001);
- Заслужений працівник місцевого самоврядування Автономної Республіки Крим (2002);
- Орден «За заслуги» III ступеня (2004);
- Звання лауреата Всеукраїнського рейтингу «Особистість року» (2006);
- Відзнака внутрішніх військ МВС України «За співпрацю з внутрішніми військами МВС України» (2006);
- Медаль «15 років Збройним Силам України» (2006);
- Орден «За заслуги в розвитку третейського судочинства в Україні» (2006);
- Почесний знак Європейської академії природничих наук — Великий срібний хрест «За особливі заслуги» (2007);
- Орден «Гідність», нагородні Комітету Міжнародної Ліги «Захисту людської гідності та безпеки» (2007);
- Відомчі заохочувальні відзнаки СБУ. Ювілейна медаль (2007);
- Медаль «15 років Державній прикордонній службі України» (2007);
- Орден «60 років Перемоги» (2008);
- Відзнака внутрішніх військ МВС України, Хрест Пошани «За розвиток і становлення внутрішніх військ МВС України» (2008);
- Відомчі заохочувальні відзнаки, Управління державної охорони України, «За особливі заслуги» (2008);
- Орден «Сергія Радонезького» (2008);
- Орден «За заслуги» II ступеня (2008);
- Відзнака МВС України «За сприяння органам внутрішніх справ України» (2008);
- Почесне звання «Заслужений економіст України» (2008);
- Хрест Почтения «За розширення і становлення внутрішніх військ МВС України» (2008);
- Медаль «За сприяння в охороні державного кордону України» (2008);
- Почесна грамота Верховної Ради України (2008);
- «Почесну відзнаку Державної Податкової служби України» (2008);
- Відзнака Міністерства оборони України «За сприяння Збройним силам України» (2009);